# Ballo a tre passi
Ballo a tre passi è un film del 2003 scritto e diretto da Salvatore Mereu, all'esordio nella regia di un lungometraggio.
È stato presentato con successo alla Settimana internazionale della critica della 60ª Mostra del cinema di Venezia, dove è stato premiato come miglior film della sezione.
Con questa sua opera prima Mereu ha conquistato il David di Donatello per il miglior regista esordiente, il Ciak d'oro ed è stato candidato all'analogo Nastro d'argento.
Il titolo si riferisce ad una tipica danza sarda (passu e' trese).

## Trama
Il film è articolato in quattro episodi che raccontano quattro giornate che rappresentano le stagioni dell'anno ma anche le età della vita: Primavera / Infanzia, Estate / Giovinezza, Autunno / Maturità, Inverno / Vecchiaia.

## Produzione
Il nucleo originario del film è costituito dal primo episodio, che nasce da un'inchiesta condotta per l'Istituto superiore regionale etnografico, incontrando dei ragazzini del paese di Desulo, nella regione montana del Gennargentu, e accompagnandoli nel viaggio alla scoperta del mare. Le altre tre storie sono state sviluppate successivamente.

## Cast
A parte la francese Caroline Ducey e l'israeliana Yael Abecassis, il cast è composto da non professionisti.

## Colonna sonora
La colonna sonora di Gian Paolo Mele Corriga è stata interpretata ed eseguita dal Coro di Nuoro.

## Distribuzione
Il film è uscito nelle sale italiane il 19 settembre 2003.

## Critica
Il Dizionario Mereghetti giudica positivamente la capacità di «cogliere la realtà con bella spontaneità [...] di creare immagini e di dirigere gli attori» dell'esordiente Mereu, ma critica «alcuni snodi narrativi [...] facili e prevedibili» e in particolare il «finale surreal-poetico con evidenti echi felliniani».

## Riconoscimenti
- Mostra del cinema di Venezia 2003: miglior film della Settimana internazionale della critica, menzione speciale Premio Luigi De Laurentiis
- David di Donatello 2004: miglior regista esordiente
- Nastri d'argento 2004: candidato per il miglior regista esordiente, il miglior produttore e la migliore sceneggiatura.
- Ciak d'oro 2004: migliore opera prima[5]